# Камгарапасу Мукомбве
Камгарапасу Мукомбве (*д/н — 1692) — 15-й мвене-мутапа (володар) Мономотапи в 1663—1692 роках. Відомий також як Дон Філіпе II.

## Життєпис
Походив з династії Мбіре. Другий син мвене-мутапи Маури Мханде. 1663 року за допомоги португальців повалив свого стрийка Мутату Купіку.
Спочатку зберігав вірність Португалії, внаслідок чого вплив торгівців і празос (орендарів-намісників) зберігався.
1673 року уклав союз з державою Розві, згодом визнав її зверхність. Завдяки цьому зміг виступити проти португальських празосів на півночі. 1678 року оголосив про скасування угоди 1629 року про визнання васалітету Португалії. Водночас сприяв повстанням тонга і сена в володіннях Португалії біля Замбезі.
До початку 1680-х років повернув собі землі в Барве, Кітеве, Маданді. Також потіснив португальців з плато Каранга. Натомість змусив останніх поновити сплату куруву (данини) за право торгувати в Каранзі. Завдяки цьому вдалося відродити самостійність та потугу Мономотапи. Став формувати нову знать, віддаючи конфісковані в португальців маєтків визначним воякам.
Посилення Розві (насамперед захоплення області Торва) призвело до укладанню союзу з Португалією. Втім у 1684 році в битві біля Маунгве армія Розві завдала поразки коаліції мвене-мутапи і португальців. До самої смерті Камгарапасу Мукомбве вимушен був маневрувати між Розві і Португалією.
Помер 1692 року, після чого почалася боротьба між його братом Ньякамбіре і сином Ньяменде Мханде.